# Habronestes grahami
Habronestes grahami är en spindelart som beskrevs av Baehr 2003. Habronestes grahami ingår i släktet Habronestes och familjen Zodariidae. Inga underarter finns listade i Catalogue of Life.